# 김성환 (축구 선수)
김성환(金城煥, 1986년 12월 15일 ~ )은 대한민국의 축구 선수로서 포지션은 수비형 미드필더이다.

## 선수 경력

### 클럽 경력
2009년 드래프트 1순위로 성남 일화에 입단을 통해 프로로 데뷔하였고, 주전으로 맹활약하여 팀을 준우승을 이끌었다. 특히 자주 시도하였던 수십 미터에 이르는 롱스로인이 화제가 되어 당시 잉글랜드에서 롱스로인으로 유명하던 로리 델랍과 비견되며 'K리그판 로리 델랍'으로 불리기도 하였다. 2009년에는 헬로! 풋볼 팬즈 어워즈 베스트 팬즈 플레이어에 선정되었다. 2010년에는 팀의 AFC 챔피언스리그 우승에 공헌하였고, 2012 시즌 시작 전 홍콩에서 열린 아시아챌린지컵에 출전하여 우승을 이끌었다. 그리고 2012 시즌 중, 팀의 주장이었던 사샤가 팀을 떠나며, 사샤의 후임으로 새 주장에 선임되었다.
2012 시즌 막판 오른쪽 내측 인대가 파열되는 부상을 입으며 팀 내 입지가 약화되자 시즌 종료 후 울산 현대가 영입에 나섰다. 김호곤 당시 울산 감독이 직접 김성환을 만나 설득에 나섰고, 결국 강진욱과 트레이드를 통해 울산 현대로 이적하였다. 2013 시즌 팀이 K리그 클래식 준우승을 기록하는데 기여하였다.
2017 시즌을 앞두고, 울산의 새 주장으로 선임되었다.
2014 시즌 후, 팀 동료 이용과 함께 군 복무를 위해 상주 상무에 입대하였고, 2016년 9월 14일에 군 복무를 마치고 원 소속팀인 울산으로 복귀하였다.
2017 시즌에는 울산의 FA컵 우승을 이끌었으며, 2017 시즌을 끝으로 울산과의 계약이 만료되어 태국 포트 FC로 이적하였다.
그 후, 수판부리 FC 임대와, 선양 어반 FC, 허난 젠예로 이적하였고, K3리그의 화성 FC로 이적하였다.

### 국가대표 경력
2011년 3월 15일 온두라스 전을 앞두고 대한민국 축구 국가대표팀에 처음으로 발탁되었으나, 경기에는 출전하지 못하였다.

### 그 외
2016년 4월 3일에 이용, 박진포, 김성주, 김성준, 이경렬, 조영철과 함께 오전 9시에 경북 문경으로 외출 도중 소매치기범을 검거하여 4월 9일에 선행상을 받았다.

## 수상

### 클럽

#### 성남 FC
- FA컵
  - 우승 1회 : 2011

#### 상주 상무
- K리그 챌린지
  - 우승 1회 : 2015

#### 울산 현대
- FA컵
  - 우승 1회 : 2017